# Adalbert Durrer
Pour les articles homonymes, voir Durrer.
Adalbert Durrer, né le 17 novembre 1950 à Alpnach (originaire de Kerns) et mort le 19 avril 2008 à Lucerne, est une personnalité politique suisse, membre du Parti démocrate-chrétien.
Il est conseiller d'État du canton d'Obwald de 1986 à 1996, à la tête du département des travaux publics, conseiller national de fin 1995 à octobre 2001 et président du Parti démocrate-chrétien de 1997 à 2001.

## Biographie

### Origines et famille
Adalbert Durrer, surnommé Berti, naît le 17 novembre 1950 à Alpnach dans le canton d'Obwald, en Suisse. Il est originaire de Kerns, dans le même canton.
Il grandit à Schoried (de), arrondissement de la commune d'Alpnach, dans l'auberge Rose tenue par ses parents. Son père porte le même nom que lui ; sa mère est née Maria Thalmann. Il a un frère et deux sœurs.
En 1976, il épouse Daniela von Moos, originaire de Giswil dans le canton d'Obwald, économiste d'entreprise. Ils n'ont pas d'enfants.

### Études et parcours professionnel
Adalbert Durrer est scolarisé au primaire à Kerns, puis à partir de 1963 au collège des bénédictins de Sarnen, où il obtient sa maturité gymnasiale en 1971. 
Il fait ensuite des études de droit à l'Université de Berne, conclues par une licence en 1977. Après le brevet d'avocat en 1979, il ouvre sa propre étude d'avocat-notaire à Alpnach, où sa femme assure le secrétariat.

### Parcours politique

#### Niveaux communal et cantonal
Membre du Parti démocrate-chrétien, Adalbert Durrer est élu en 1978 au Conseil communal (exécutif) d'Alpnach et préside la commune de 1982 à 1986.
Il siège au Conseil cantonal d'Obwald à partir de 1981, puis au Conseil d'État après son élection par la landsgemeinde le 16 mars 1986 (réélections le 29 avril 1990 et le 27 mars 1994). Il y dirige le département des travaux publics de 1986 à 1996 et préside le gouvernement, avec le titre de landamman, en 1993-1994 et 1995-1996. Il s'occupe de projets importants au sein de son département : le plan directeur cantonal et la loi cantonale sur les constructions, adoptée en 1994, l'agrandissement de l'hôpital, mené de 1987 à 1996, la réalisation du nouveau bâtiment administratif de 1988 à 1990 et la restauration de l'ancien collège à Sarnen en 1991-1992 ; la construction du tunnel de l'autoroute A8 à Sachseln, qui s'étend de 1990 à 1997, a également lieu pendant ses trois mandats. La votation populaire sur l'adhésion à l'Espace économique européen en décembre 1992 a lieu lors de son deuxième mandat et constitue son seul échec : le canton d'Obwald la refuse en effet à 80 % alors qu'il la soutient avec force.
Il préside par ailleurs la Conférence gouvernementale des cantons alpins de 1992 à 1996 et l'Association suisse pour l'aménagement national de 1994 à 2001.

#### Niveau fédéral
Adalbert Durrer est élu au Conseil national en octobre 1995. Il y est membre de la Commission de l'environnement, de l'aménagement du territoire et de l'énergie (CEATE) et, à partir de décembre 1999, également de la Commission des transports et des télécommunications (CTT),. 
Le 18 janvier 1997, il est élu à la présidence nationale du Parti démocrate-chrétien, où il doit lutter contre la polarisation entre l'aile conservatrice et l'aile gauche, notamment au sujet des relations entre la Suisse et l'Union européenne. Plutôt conservateur sur le plan des valeurs (il se déclare « conservateur et progressiste à la fois » en 1999), il ne peut empêcher malgré ses qualités de tribun, sa force de travail, sa réputation d'homme intègre et sa proximité avec le peuple que de nombreux électeurs des cantons ruraux, qui votaient traditionnellement démocrates-chrétiens au niveau fédéral, se tournent vers l'Union démocratique du centre et ses valeurs nationales-conservatrices. Il finit ainsi par trouver de moins en moins de soutien au sein même de son parti.
En 1999, il est l'un des trois candidats officiels de son parti à la succession de Flavio Cotti au Conseil fédéral aux côtés de Remigio Ratti (de) et Joseph Deiss. Il est éliminé au quatrième tour de scrutin,. Deux ans plus tard, le 15 mars 2001, il annonce à la surprise générale se retirer de la politique : il quitte la présidence de son parti le 12 mai, alors qu'il venait d'être réélu pour un deuxième mandat le 20 janvier, et remet son mandat de conseiller national en octobre 2001,.

### Activités après le retrait de la vie politique
Après son retrait de la vie politique, Adalbert Durrer rejoint la banque UBS, où il est d'abord responsable du département chargé des questions politiques, puis conseiller pour la direction du groupe,.

### Mort
Adalbert Durrer décède 19 avril 2008 à Lucerne, à l'âge de 57 ans, des suites d'un cancer.

## Publication
- (de) Adalbert Durrer et Hilmar Gernet, Von Mythen zu Taten. Damit die Schweiz bleibt, was sie ist: eine Erfolgsstory, Lucerne, Maihof-Verlag, 2000, 210 p. (ISBN 3952203300)